# Armin Rohde
Armin Rhode (Gladbeck, 4 aprile 1955) è un attore tedesco.

## Filmografia (parziale)
- Un caso per due - serie TV (6 episodi) (1988-1994)
- Tatort - serie TV (7 episodi) (1991-2015)
- Schtonk! - regia di Helmut Dietl (1992)
- Tutti lo vogliono - regia di Sönke Wortmann (1994)
- Doppelter Einsatz - serie TV (1 episodi) (1994)
- Das Superweib - regia di Sönke Wortmann (1996)
- Auf Achse  - serie TV (13 episodi) (1996)
- Rossini - regia di Helmut Dietl (1997)
- Polizeiruf 110 - serie TV (4 episodi) (1997-1999)
- Lola corre - regia di Tom Tykwer (1998)
- Wolff, un poliziotto a Berlino - serie TV (2 episodi) (1998-1999)
- A torto o a ragione - regia di István Szabó (2001)
- Il risveglio del tuono -regia di Peter Hyams (2005)
- 300 ore per innamorarsi - regia di Til Schweiger (2007)
- Freche Mädchen - Ragazze sfacciate - regia di Ute Wieland (2008)
- Vulcano  - regia di Uwe Janson (2009)
- Jud Süss - Film ohne Gewissen  - regia di Oskar Roehler (2010)
- Contagion  - regia di Steven Soderbergh (2011)
- I fantastici 5 - regia di Mike Marzuk (2012)
- Der gute Bulle - serie TV (dal 2017)
- La dottoressa dell'isola - serie TV (1 episodio) (2020)
- Il Grifone - serie TV (2023)
- La nave dei sogni - serie TV (1 episodio) (2023)

## Doppiatori italiani
Nelle versioni in italiano delle opere in cui ha recitato, Armin Rhode è stato doppiato da:
- Stefano Mondini in Contagion
- Dario Oppido in Il Grifone